# Grajewo
Grajewo este un oraș în Polonia.